# كريستيان كولومبو
كريستيان كولومبو (بالدنماركية: Christian Colombo)‏ هو فنان قتال مختلط دنماركي، ولد في 7 يناير 1980 في كوبنهاغن في الدنمارك.

## وصلات خارجية
- كريستيان كولومبو على موقع يو إف سي (الإنجليزية)
- كريستيان كولومبو على موقع شيردوغ (الإنجليزية)
- كريستيان كولومبو على موقع IMDb (الإنجليزية)

ض